# Gevry
 Gevry  es una población y comuna francesa, situada en la región del Franco Condado, departamento de Jura, en el distrito de Dole y cantón de Dole-Sud-Ouest.

## Demografía
| 365 | 417 | 498 | 628 | 595 | 626 |
| Para los censos de 1962 a 1999 la población legal corresponde a la población sin duplicidades (Fuente: INSEE [Consultar]) |     |     |     |     |     |